# دان أوليفييه
دان أوليفييه (بالهولندية: Daan Olivier)‏ هو دراج هولندي، ولد في 24 نوفمبر 1992 في أوخستخيست في هولندا.

## وصلات خارجية
- دان أوليفييه على موقع الاتحاد الدولي للدراجات (الإنجليزية)
- دان أوليفييه على موقع أرشيف الدراجات (الإنجليزية)
- دان أوليفييه على موقع إحصائيات الدراجات الإحترافية (الإنجليزية)
- دان أوليفييه على موقع نسبة الدراجات (الإنجليزية)